# Phryxe hirta
Phryxe hirta là một loài ruồi trong họ Tachinidae.